# Maria Sandel

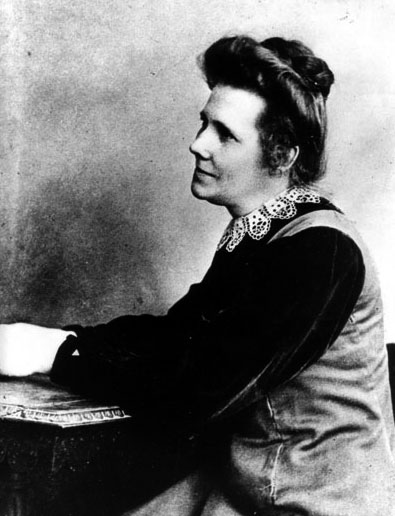

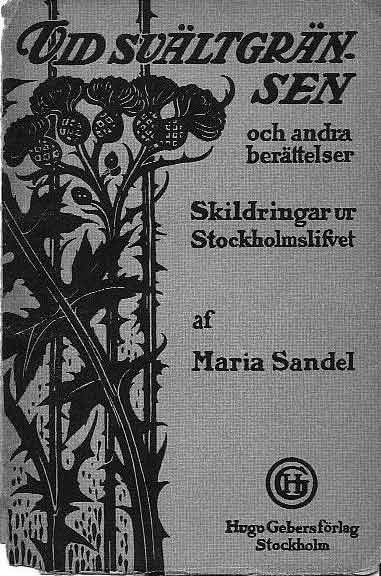
Debutbokens omslag från 1908

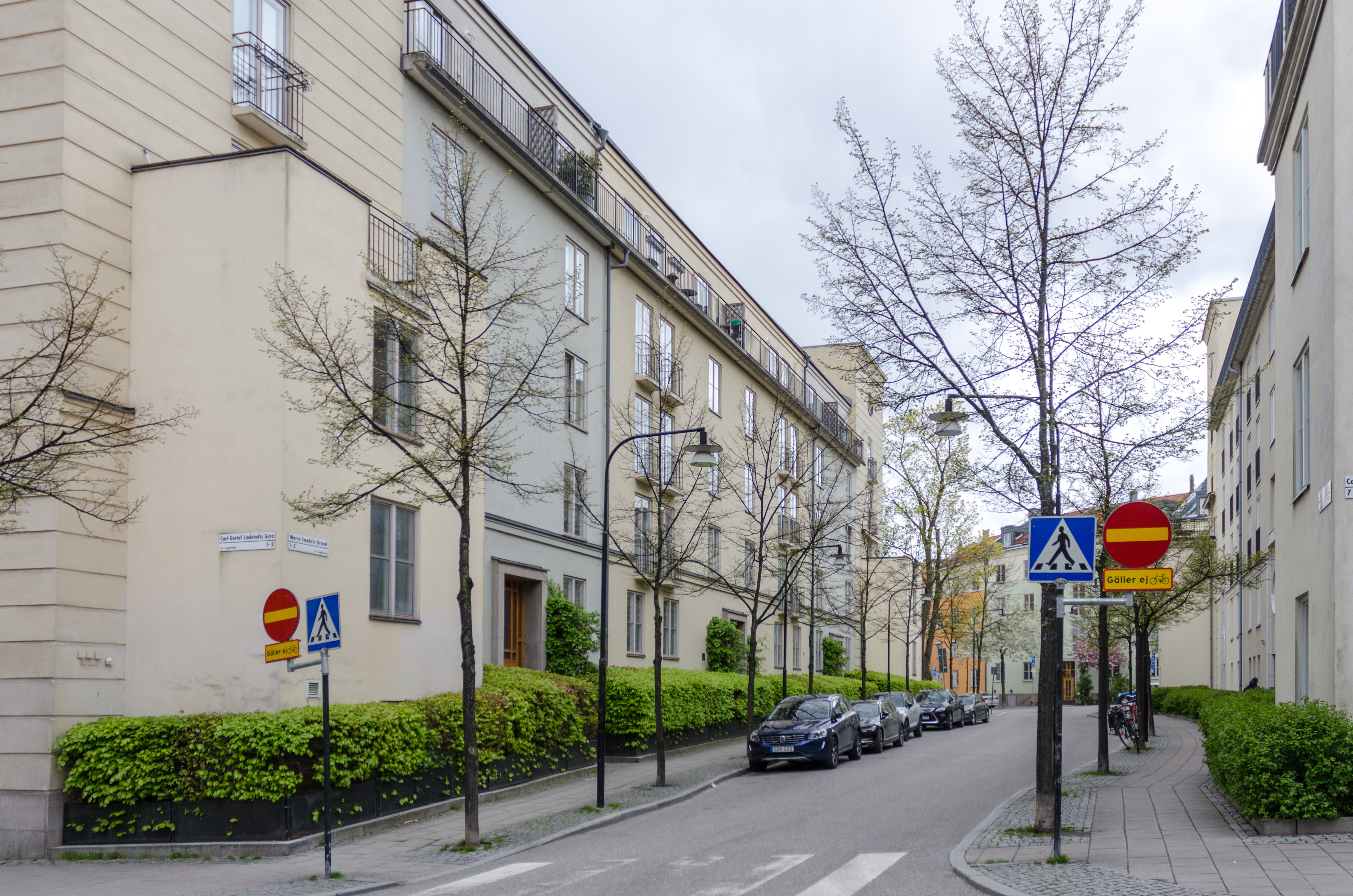
Maria Sandels Gränd på Kungsholmen i Stockholm i maj 2020. Maria Sandels gränd ligger i anslutning till Grubbensringen i S:t Eriksområdet.

Maria Gustafva Albertina Sandel, född 30 april 1870 i Stockholm, död där 3 april 1927, var en svensk författare. 

## Biografi
Sandel, som var dotter till drängen Carl Gustaf Sandel och stickerskan Maria Charlotta Killander, fick en fattig uppväxt, vilket  innebar att hon fick sluta skolan i tolvårsåldern och bege sig ut i arbetslivet. Hon emigrerade till USA 1887 där hon arbetade som hembiträde i fyra år. Därmed behärskade hon engelska och hon studerade även tyska och franska i sådan utsträckning att hon kunde läsa skönlitteratur på dessa språk. Hon blev döv i tjugofemårsåldern och några år därefter drabbades hon även av en grav synnedsättning. Vid sekelskiftet drev hon tillsammans med modern, som också var döv, en mjölkbutik. Därefter försörjde de sig som trikåstickerskor i hemmet. Synnedsättningen som drabbade henne 1903 gjorde att hon inte längre kunde arbeta med stickeriet. Genom en insamling på initiativ av Amalia Fahlstedt fick hon i fortsättningen ett regelbundet ekonomiskt underhåll.
Hon blev socialdemokrat och engagerade sig 1896 i Stockholms allmänna kvinnoklubb (SAK), som verkade för kvinnans rättigheter och facklig organisering. Det var Sandel som namngav de socialdemokratiska kvinnornas nygrundade tidskrift Morgonbris. Hennes socialistiska och feministiska grundsyn kom att prägla författarskapet. Redan under amerikavistelsen hade hon medarbetat i emigranttidningen Nordstjernan. Hemkommen bidrog hon med kampdikter i arbetarpressen. Genom SAK fick hon kontakt med borgerliga feminister som hjälpte henne och modern till en bättre bostad och hon fick av Amalia Fahlstedt även rådet att sluta med kamplyriken och istället skildra sin egen vardagsmiljö. Hon var också medlem i Tolfterna, ett kvinnligt nätverk som bildats på initiativ av Ellen Key med deltagare från alla samhällsklasser.
Maria Sandels författarskap har varit föremål för forskning ur varierande perspektiv.
Maria Sandel  var under hela livet fattig och ogift. Efter hennes död blev en gata på Kungsholmen uppkallad efter henne, Maria Sandels gränd. Hon är gravsatt på Skogskyrkogården i Stockholm.

## Författarskap
Sandels romaner handlar om kvinnor från arbetarklassen, om klassrelaterade ämnen som strejker och solidaritet, och bifigurerna är ofta människor i samhällets utanförskikt. Hon berör även känsliga ämnen som abort och homosexualitet i sina böcker. Hon är den första kvinnliga författaren som beskriver den proletära vardagen ur ett  egenupplevt perspektiv, "köksfönstrets perspektiv". Förutom en moralisk grundton som var förenlig med samtida kritikers grundsyn innehåller verken uttalad samhällskritik som kan åtföljas av humor och förståelse för mänskliga tillkortakommanden. Moralen i hennes böcker återspeglar den hos arbetarrörelsen vid denna tid, nämligen att eftersträva självkontroll och kämpa mot de lägre drifterna för att uppnå bildning och värdighet.  
1908 publicerades Vid svältgränsen och andra berättelser. Familjen Vinge publicerades först som följetong i Socialdemokraten 1909. Den accepterades av Bonniers som bok 1913 efter av förlaget rekommenderade strykningar och bearbetning. Virveln (1913) skildrade en ung kvinna som börjar arbeta på en fabrik, blir gravid och hamnar slutligen i prostitution. Men starka kvinnor med moralisk kompass skildras också och en insamling för fattiga barn  till strejkbrytare knyter an till den aktuella storstrejken 1909. Författaren säger själv att hon vill visa ”hur industrialismen fullständigt kan fördärva ett människoliv”. Virveln refuserades av Bonniers och hänvisade till det nybildade arbetarförlaget Tidens förlag.
I de senare romanerna Häxdansen (1919), Droppar i folkhavet (1924) och Mannen som reste sig (1927) har Sandel utvecklats stilistiskt och personskildringen är mer individualiserad. Sandel var inspirerad av bland andra Charles Dickens. Hon var samtida med arbetarförfattaren  Martin Koch, vilken som kritiker uttalade sig positivt om hennes författarskap, och de verkar växelvis ha inspirerat varandra.
Romanerna har haft en kvarstående aktualitet som motiverat flera nya upplagor, senast 2019.

## Eftermäle
I september 2021 invigdes en minnessten tillägnad Maria Sandel utförd av Sam Westerholm i Sankt Göransparken på Kungsholmen i Stockholm belägen intill husgrunderna efter de nödbostäder som tidigare fanns där.

### Kortare texter och medverkan i antologier
- "Brudklänningen", Morgonbris, 1904 (0027-1101. ; 1904:1), s. 6, 7, Libris 10129111
- "För landet av lidandets törne krönt ...", Morgonbris, 1904 (0027-1101. ; 10 1915:1), s. 6 Libris 10288432

### Samlade upplagor och urval
- Två röda pennor. [Skärholmen]: Maria Sandel-sällskapet och Karl Östman-sällskapet. 2016. Libris 19949370. ISBN 9789198182811. https://litteraturbanken.se/f%C3%B6rfattare/SandelM/titlar/Tv%C3%A5R%C3%B6daPennor/sida/I/faksimil - Även verk av Karl Östman.
- Arbetarfamiljer i 1910-talets Stockholm : ur Maria Sandels författarskap. [Stockholm]: Maria Sandelsällskapet. 2018. Libris 19lbvg81zrtg9qg6. ISBN 9789198182835 – Faksimil hos Litteraturbanken
- "Ni ser mina brev äro kärva som granbark" : Maria Sandels korrespondens 1901-1927 / [redaktör: Arne Högström]. [Stockholm]: Maria Sandelsällskapet. 2020. Libris 8m61j7x86rflj44c. ISBN 9789198182866. https://litteraturbanken.se/f%C3%B6rfattare/SandelM/titlar/NiSerMinaBrev%C3%84roK%C3%A4rva/sida/3/faksimil?om-boken
- Tunga tider - höga tider : dikter om kamp och lust. [Stockholm]: Maria Sandelsällskapet. 2021. Libris bqx9f27988gcj8rr. ISBN 9789198182873
- Dikter publicerade i arbetarpressen 1888-1925 / redaktör Eva Bergdahl. [Stockholm]: Maria Sandelsällskapet. 2022. Libris 19lbvg81zrtg9qg6. ISBN 9789198182835. https://litteraturbanken.se/f%C3%B6rfattare/SandelM/titlar/DikterIArbetarpressen/sida/1/etext?om-boken
- När en unge skulle ur boet ; Bland malströmmens virvlar [Elektronisk resurs]. Mix Förlag. utan år. Libris 17949161. ISBN 9789187671654